# Liste de théologiens acharites
L'Acharisme et le maturidisme sont les deux écoles théologiques sunnites majoritaires. Il s'agit des deux madhhab adoptés par la majorité des savants musulmans depuis leur création à l’époque des Salafs par les imams Abû al-Hasan al-Ash’ari et Abû Mansour al-Maturidi.
Les deux écoles asharites et maturidites sont identiques dans leurs fondements ; les seules divergences qui existent en leur sein sont minimes et uniquement sémantiques. La majorité des hanafites sont maturidites tandis que les malikites, shafi’ites sont principalement ash’arites.
Les asharites et maturidites représentent 90 % des musulmans[réf. nécessaire]. Ils partagent tous la croyance consistant à refuser d’admettre la ressemblance de Dieu (Allâh) avec Ses créatures, de permettre qu’Il soit corps (anthropomorphisme), essence, masse, qu’Il constitue autre chose, que quelque chose puisse être en Lui. Il n’a pas besoin ni de temps, ni d’espace, il a les plus beaux noms et les plus sublimes attributs : « Rien n’est semblable à Lui, Il est l’Audient, le Clairvoyant. » [Coran 42:11]
La croyance d’Al-Azhar est conforme à la croyance ach’arite qui est la croyance des sunnites. Les maîtres ach’arites constituent la majorité des savants de l'islam.

## Personnalités

### IVesièclede l'hégire (0000-1010)
- Ibn Hibban (m.354/965)
- Abou al-Layth As Samarqandî (m.375/985)
- Al-Daraqutni (m.385/995)
- Ibn Abî Zayd Al-Qayrawânî (m.386/996)

### Vesièclede l'hégire (1010-1107)
- Abû Bakr Al Bâqillânî (m.403/1013)
- Hakim al-Nishaburi (m.405/1015)
- Ibn Furak (m.406/1015)
- 'Abd Ul Qâhir Al Baghdâdî (m.429/1038)
- Abu Nu'aym al-Asbahani (m.430/1038)
- Abû Muhammad Al Juwaynî (m.438/1047)
- Al-Mâwardi (m.450/1058)
- Abu Bakr Ibn al-Arabi (m.450/1058)
- Abû Bakr Al Bayhaqî (m.458/1066)
- Ibn Sidah (m.458/1066)
- Al Khatîb Al Baghdâdî (m.463/1072)
- Abul Walîd Al Bâjî (m.474/1081)
- Abū l-Qāsim al-Qushayrī (m.465/1072)
- Alp Arslan (m.465/1072)
- Abû Ishâq al-Shîrâzî (m.476/1083)
- Abul Ma'âlî Al Juwaynî (m.478/1086)
- Sarakhsi (m.483/1106)
- Nizam al-Mulk (m.485/1092)

### VIesièclede l'hégire (1107-1204)
- Youssef ben Tachfine (m.500/1106)
- Al-Raghib al-Isfahani (m.502/1108)
- Al-Ghazâlî (m.505/1111)
- Al-Baghawi (m.516/1122)
- Ibn Ruchd al-Gadd (m.520/1127)
- Ibn Toumert (m.524/1130)
- Cadi Ayyad (m.544/1149)
- Al-Shahrastânî (m.548/1153)
- Abd al Qadir al-Jilani (m.561/1166)
- Nur ad-Din (m.569/1174)
- Ibn 'Asâkir (m.572/1177)
- Ahmed ar-Rifa'i (m.578/1182)
- Saladin (m.589/1193)
- Ibn al-Jawzi (m.597/1201)

### VIIesièclede l'hégire (1204-1301)
- Fakhr ad-Dîn ar-Râzî (m.606/1210)
- Al-Adel (m.615/1218)
- Yaqout al-Rumi (m.626/1229)
- Ibn al-Athîr (m.630/1233)
- Sayf al-Dīn al-Āmidī (m.631/1233)
- Al-Ashraf (m.635/1237)
- Al-Kâmil (m.635/1238)
- Sibt ibn al-Jawzi (m.654/1256)
- Qutuz (m.658/1260)
- 'Izz Ud Dîn Ibn 'Abd Us Salâm (m.660/1262)
- Al-Qurtubi (m.671/1273)
- An-Nawawi (m.676/1278)
- Ibn Khallikân (m.681/1282)
- Al Baidawi (m.685/1287)

### VIIIesièclede l'hégire (1301-1398)
- Ibn Manzûr (m.711/1311)
- Ibn Ajarrum (m.723/1323)
- An-Nâsir Muhammad ben Qalâ'ûn (m.741/1341)
- Ibn Juzayy (m.741/1340)
- Abu Hayyan al-Gharnati (m.745/1344)
- Ibn 'Atâ° Allâh Al Iskandârî (m.749/1349)
- 'Adûd Ud Dîn Al Ijî (m.756/1355)
- Taqî Ud Dîn As Subkî (m.756/1355)
- Tâj Ud Dîn As Subkî (m.771/1370)
- Ibn Battûta (m.779/1377)
- Abû Is-hâq Ash Shâtibî (m.790/1388)
- Taftazani (m.793/1390)

### IXesièclede l'hégire (1398-1495)
- Ibn Arafa (m.803/1401)
- Ibn Khaldoun (m.808/1406)
- Al-Sharīf al-Jurjānī (m.816/1413)
- Ibn al-Jazari (m.833/1429)
- Al-Maqrîzî (m.845/1441)
- Ibn Hajar al-Asqalani (m.852/1449)
- Badruddine Ayni (m.855/1451)
- Sidi Boushaki (m.857/1453)
- Abderrahmane Al-Thaâlibi (m.875/1471)
- Ali Qushji (m.879/1474)
- Mehmed II (m.886/1481)
- Mohamed ibn Youssef Sanoussi (m.895/1490)
- Ahmad Zarrouq (m.898/1493)

### Xesièclede l'hégire (1495-1592)
- As-Sakhâwî (m.902/1497)
- Al-Suyūtī (m.911/1506)
- Al-Qastallani (m.923/1517)
- Zakariyya al-Ansari (m.956/1550)
- ‘Abd al-Wahhab al-Sha‘rānī (m.973/1565)
- Ibn Hajar al-Haytami (m.974/1567)
- Ebussuud Efendi (m.982/1574)

### XIesièclede l'hégire (1592-1689)
- Ali al-Qari (m.1014/1606)
- Al-Munawî (m.1031/1622)
- Ibrâhîm Al Laqqânî (m.1040/1631)
- Abdul Wahid Ibn Ashir (m.1040/1631)
- Al Maqqari (m.1041/1632)
- Katip Çelebi (m.1067/1657)
- 'Abd Ul Qâdir Al Fâsî (m.1091/1681)
- 'Abd Ul Baqî Az Zurqânî (m.1099/1688)

### XIIesièclede l'hégire (1689-1796)
- Muhammad Al-Kharashî (m.1101/1690)
- Aurangzeb (m.1118/1707)
- 'Abdallâh ibn 'Alawî al-Haddâd (m.1132/1720)
- Shah Waliullah ad-Dehlawi (m.1176/1762)
- Muhammad Ibn Qâsim Jassûs (m.1182/1768)

### XIIIesièclede l'hégire (1796-1883)
- Murtadâ az-Zabîdî (m.1205/1790)
- Ahmad ibn Ajiba (m.1224/1810)
- Ahmad Ibn Muhammad At Tijânî (m.1230/1815)
- Ahmad Ibn Muhammad As Sâwî (m.1241/1826)
- Ibn 'Âbidîn (en) (m.1252/1836)
- Ibrâhîm Ar Riyâhî At Tûnisî (m.1266/1850)
- Mohammed bin Ali Al-Sanoussi (m.1276/1859)
- Ibrâhîm Al-Bâjûrî (m.1277/1861)
- Muhammad Elîsh (m.1299/1882)

### XIVesièclede l'hégire (1883-1980)
- Abdelkader ibn Muhieddine (m.1300/1883)
- Ahmad Zayni Dahlan (m.1304/1887)
- Rahmatullah al Hindi (m.1308/1891)
- Mohamed Daghbaji (m.1342/1924)
- Ahmadou Bamba (m.1346/1927)
- Omar al-Mokhtar (m.1350/1931)
- Izz al-Din al-Qassam (m.1354/1935)
- Muhammad Zâhid al-Kawtharî (m.1371/1952)
- Saïd Nursî (m.1379/1960)
- Abdelkrim el-Khattabi (m.1382/1963)
- Mohamed Tahar Ben Achour (m.1393/1973)
- Muhammad Abu Zahra (m.1394/1974)
- Ibrahim Niasse (m.1395/1975)

### XVesièclede l'hégire (époque contemporaine)
- Haçanayn Mouhammad Makhlouf (m.1410/1990)
- Mohammed al-Ghazali (m.1416/1996)
- Mohamed Metwali Chaârawi (m.1418/1998)
- Ahmed Deedat (m.1426/2005)
- Abdullah al-Harari (m.1429/2008)
- Mustapha Mahmoud (m.1430/2009)
- Mohamed Saïd Ramadân al Boutî (m.1434/2013)
- Wahbah al-Zuhayli (m.1436/2015)
- Ahmed el-Tayeb
- Shawki Allam
- Ali Gomaa
- Abdulfattah al-Bizm
- Habib Umar bin Hafiz
- Habib Ali al-Jifri
- Gilles Sadek
- Jamil Halim
- Jibrîl Haddâd